# Crackout
Crackout (謎の壁 ブロックくずし, Nazo no Kabe: Block Kuzushi en japonais) est un casse-briques sorti en 1986 sur Famicom Disk System au Japon, puis ressorti en 1991 sur Nintendo Entertainment System en Europe et en Australie. Le jeu a été édité par Konami.